# Paroisse Sainte-Thérèse-d'Ávila
Pour les articles homonymes, voir Sainte-Thérèse et Thérèse d'Ávila.
La Paroisse Sainte-Thérèse-D'Ávila est une paroisse catholique bénie à Sainte-Thérèse, au Québec, le 15 octobre 1789 par Thérèse de Blainville.

## Fondation
Vers 1775, les Seigneurs Lamarque et Hertel demandent à l'autorité ecclésiastique de fonder une Paroisse dans la Seigneurie de Blainville. L'Évêque auxiliaire Mgr Hubert fixe le site de l'église au centre de la Seigneurie près de la Rivière-aux-Chiens contrairement à ce qu'auraient souhaité les Seigneurs qui la voulait à la Rivière-des-Mille-Îles. Le projet fut donc retardé.
Affectée par la mort récente de son mari, le Seigneur Lamarque, Thérèse de Blainville consentit à l'établissement de l'Église de la future Paroisse sur le site proposé par Mgr Hubert. La première messe a été donnée par le Curé de Saint-Eustache, Charles-François Perrault, le 7 octobre 1789 et fut bénie le 15 octobre. Thérèse de Blainville confia le patronat de la paroisse à Sainte-Thérèse-d'Avila afin de célébrer l'anniversaire de son décès.
En 1804, Joseph-Hubert Lacroix, procureur de Thérèse de Blainville, ouvre officiellement la Montée de la Grande Ligne pour permettre aux fidèles de St-Janvier (Mirabel) de se rendre à l'église de Sainte-Thérèse
L'église devint rapidement trop petite pour accueillir toute la population. Une nouvelle église fut bâtie en 1807. En 1825, le curé Charles-Joseph Ducharme fonda le Séminaire de Sainte-Thérèse dans son presbytère. Les deux entités resteront interdépendantes jusqu'en 1924.

## Incendie
Le 6 janvier 1885, vers 6h45, en pleine messe, le feu ravage complètement l'église. Seule une statue de la Vierge en carton pressé est retrouvée intacte dans les décombres. Des chapelles temporaires sont construites pour subvenir aux besoins de la communauté. Ce n'est qu'à Noël 1887 que la nouvelle et actuelle église est rouverte au culte.

## Les cimetières
Le premier cimetière fut ouvert en 1789 autour de l'Église. Un deuxième cimetière fut béni le 28 août 1809. À partir de ce moment, on cesse d'enterrer dans le premier. Un cimetière régional de 2409 lots est inauguré en 1885. Il s'agit du troisième et actuel cimetière de la Paroisse. En 1918, il subit un agrandissement majeur.
C'est dans ce cimetière que sont inhumées les 118 victimes de l’écrasement du vol 831 de Trans-Canada Air Lines à Blainville en 1963.

## Les orgues
En 1830, le curé Charles-Joseph Ducharme fait installer, dans l'ancienne église de 1807, un orgue fabriqué par Jean-Baptiste Jacotel.
En 1837, cet instrument est remplacé par le premier orgue fabriqué par Joseph Casavant. Il fut détruit lors de l'incendie de 1885.
Lors de la reconstruction de l'église, un nouvel orgue fut commandé à Eusèbe Brodeur qui l'installe en 1888. Au moment de son inauguration, il était l'un des plus imposants de la région. En 1911, une soufflerie électrique est installée. Puis, l'orgue est reconstruit et agrandi par Casavant Frères en 1925 et réparé par François Caron en 1970. En 2016, une restauration majeure de l'orgue est commencé (sur une période de deux ans) par le facteur d'orgues Laliberté-Payment. Les travaux incluent l'installation d'un combinateur numérique. 
L'orgue d'Eusèbe Brodeur, reconstruit par Casavant Frères, occupe toujours une place à la tribune arrière et constitue un élément majeur du décor intérieur.  L'orgue actuel possède encore aujourd'hui des pièces originales de Brodeur et de Casavant Frères. 

## Territoire
À sa fondation en 1789, la Paroisse couvre le territoire des villes de Boisbriand, Blainville, Lorraine, Bois-des-Filion, Rosemère, Sainte-Anne-des-Plaines et Sainte-Thérèse. 
Entre 1840 et 1981, la population de la région étant en plein essor, plusieurs paroisses font leur apparition et morcèlent le territoire de la Paroisse Sainte-Thérèse-d'Avila.
| 1787 | Paroisse de Sainte-Anne-des-Plaines                      |
| 1840 | Paroisse de Saint-Augustin à Mirabel                     |
| 1845 | Paroisse de St-Janvier-de-Lacroix à Mirabel              |
| 1940 | Paroisse Saint-Maurice-de-Bois-des-Filion                |
| 1947 | Paroisse Sainte-Françoise-Cabrini de Rosemère            |
| 1951 | Paroisse Notre-Dame-de-l’Assomption                      |
| 1953 | Paroisse Sacré-Cœur à Sainte-Thérèse                     |
| 1953 | Paroisse Cœur-Immaculé-de-Marie à Sainte-Thérèse         |
| 1954 | Paroisse Notre-Dame-de-Fatima à Boisbriand               |
| 1964 | Paroisse Saint-Rédempteur                                |
| 1967 | Paroisse Saint-Sacrement à Blainville                    |
| 1968 | Paroisse Holy-Cross à Rosemère                           |
| 1976 | Paroisse Charles-de-Foucauld à Lorraine                  |
| 1981 | Paroisse Saint-Jean-de-la-Croix à Sainte-Thérèse-en-Haut |

Entre 2001 et 2006, le Diocèse de Saint-Jérôme procède à un réaménagement des paroisses. La Paroisse fusionne avec la Paroisse Sacré-Cœur en 2005 et conserve le nom de Sainte-Thérèse-d'Avila.

## Liste des curés
- François Hébert (1789-1792)
- Gabriel Arsenault (1792-1802)
- Gabriel Elzéar Tachereau (1802-1809)
- Jean-Baptiste-Isidore-Hospice Lajus (1809-1814)
- Georges-Hilaire Besserer (1814-1816)
- Charles-Joseph Ducharme (1816-1849)
- Joseph Duquet (1849-1857)
- Louis Dagenais (1857-1868)
- Léon-Augustin Charlebois (1868-1892)
- Arthur Vaillancourt (1892-1911)
- Laurent-Arthur Jasmin (1911-1920)
- Clodomir Coursol (1920-1925)
- Joseph-Jean-Baptiste Mignault (1925-1935)
- Edmond Lacroix (1935-1945)
- Philippe Chartrand (1945-1954)
- Philippe Labelle (1954-1960)
- Laurent Presseault (1960-1976)
- Pierre Bergevin (1976-1985)
- Jacques de Villers (1985-2002)
- Guy Guindon (2002-2005)
- Mbuyi Bipungu Victor David (2005-2014)
- André Couture (2014-2020)
- Jerry Tony Solano (2020-